# Universidade da Virgínia

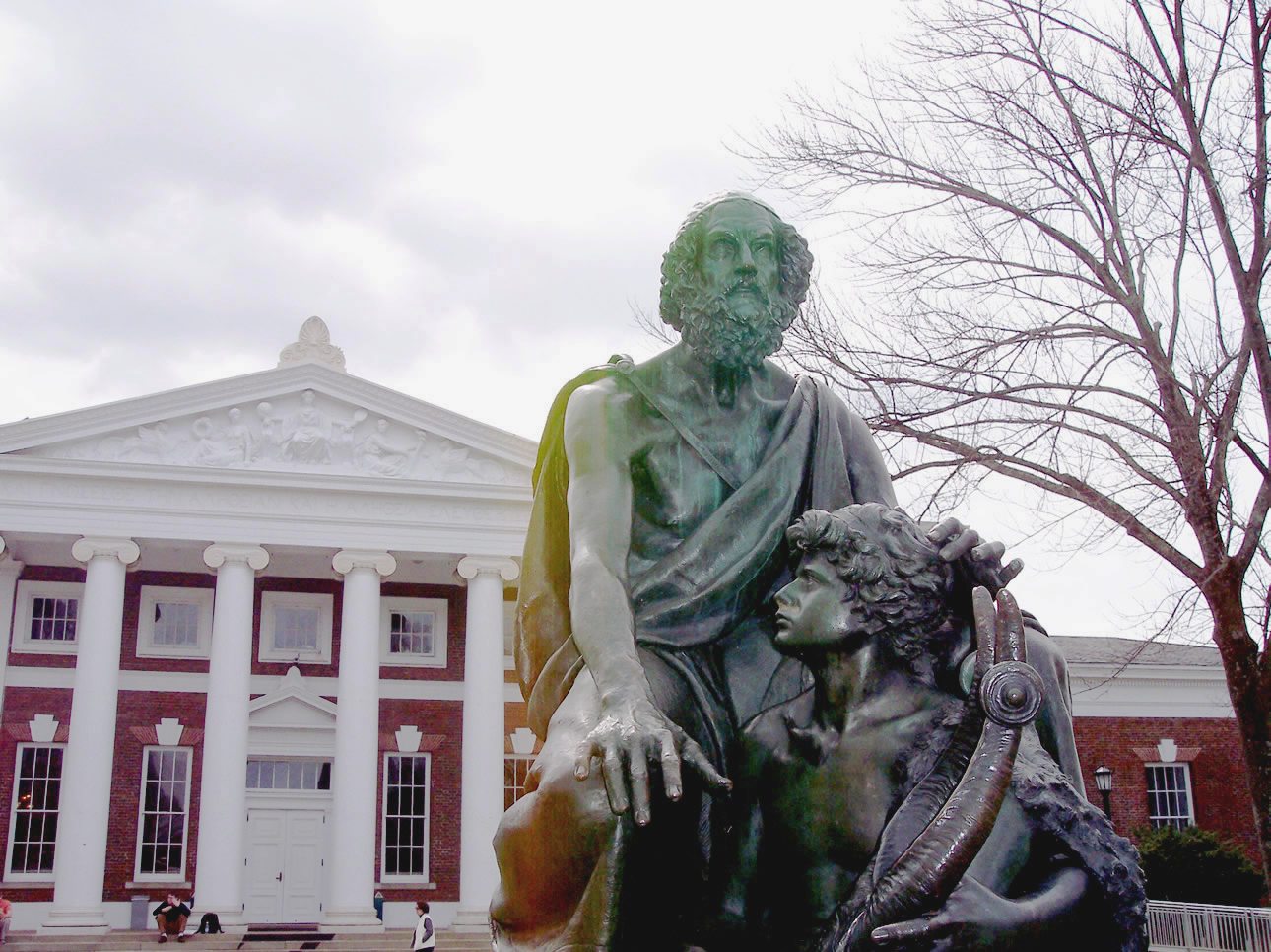
Estátua de Homero na Universidade da Virginia.

Universidade da Virgínia é uma universidade do estado da Virgínia, nos Estados Unidos. É a única universidade dos Estados Unidos designada como patrimônio mundial pela Organização das Nações Unidas para a Educação, a Ciência e a Cultura (UNESCO).
Thomas Jefferson encabeçou pessoalmente o movimento para a criação da Universidade da Virginia, que ainda se encontra localizada nas proximidades de Charlottesville. Jefferson desenhou a planta original da universidade e seus edifícios principais, entre eles a magnífica rótula que ainda se pode ver no coração de Charlottesville.